# Garapita guajarensis
Garapita guajarensis är en insektsart som beskrevs av Keti Maria Rocha Zanol 2003. Garapita guajarensis ingår i släktet Garapita och familjen dvärgstritar. Inga underarter finns listade i Catalogue of Life.